# Cinque minuti ancora/Quando
Cinque minuti ancora/Quando è un 45 giri di Peppino Di Capri, pubblicato dalla Carisch nel 1961.

## Il disco
La copertina del disco raffigura il cantante appoggiato a un cartellone pubblicitario con un manifesto dello stesso Di Capri.

### Cinque minuti ancora
Cinque minuti ancora è un cha cha cha che era già stato inciso da Don Marino Barreto Jr.
Il testo è scritto da Giorgio Calabrese, mentre la musica è di Angelo Rossi, che usa lo pseudonimo Matanzas; il brano è edito dalle edizioni musicali Abramo Allione e dalle edizioni musicali Curci.

### Quando
Scritta da Luigi Tenco, era stata incisa dal suo autore con lo pseudonimo Dick Ventuno il 25 ottobre 1960, ma questa versione non ebbe alcun successo, così come la successiva, incisa il 20 febbraio 1961 con il suo vero nome.
Con il successo del 45 giri di Peppino Di Capri, Tenco la ripubblicò come retro di Ti ricorderai; in seguito venne inserita in vari album e raccolte.

## I musicisti
- Peppino Di Capri: voce solista, pianoforte

& i Suoi Rockers:
- Mario Cenci: chitarra elettrica, cori
- Ettore Falconieri: batteria
- Pino Amenta: contrabbasso, cori
- Gabriele Varano: sassofono, cori